# Mascarenotus grucheti
Mascarenotus grucheti е изчезнал вид птица от семейство Совови (Strigidae).

## Разпространение
Видът е разпространен в Реюнион.